# Muchomůrka královská
Muchomůrka královská (Amanita regalis (Fr.) Michael, 1904) je jedovatá houba z čeledi muchomůrkovitých. Je úzce příbuzná s muchomůrkou červenou (Amanita muscaria) a někdy je považována za její odrůdu (pod názvem Amanita muscaria var. regalis).

## Synonyma
- Agaricus muscarius var. umbrinus (Pers.) Fr.,  (1838) [1836]
- Agaricus muscarius ß regalis Fr.,  1821
- Amanita emilii Riel,  1907
- Amanita regalis (Fr.) Michael, 1896
- Amanita regalis f. umbrina (Fr.) Neville & Poumarat, (2002)
- Amanita umbrina Pers.,  1797
- Amanitaria muscaria var. regalis (Fr.) E.-J. Gilbert,  1941

## Popis
Klobouk muchomůrky královské má v průměru 10–25 centimetrů, je polokulovitý, sklenutý až plochý. Má játrově žlutohnědou barvu. Lupeny jsou volné, u třeně vykrojené, mají bílou nebo lehce nažloutlou barvu. Třeň je 10–20 centimetrů dlouhý, 2–3 centimetry široký. V horní třetině je nerýhovaný prstenec nažloutlé barvy. Vůně a chuť nevýrazná, výtrusný prach bílý, výtrusy bezbarvé.

## Výskyt
Muchomůrku královskou lze nalézt od července do října v jehličnatých a smíšených lesích vyšších poloh, především v podhorských a horských smrčinách, upřednostňuje kyselou půdu.

## Otrava
Muchomůrka královská je jedovatá houba, obsahuje kyselinu ibotenovou, která působí hepatotoxicky a neurotoxicky, stejně jako u muchomůrky červené.
Sušením se ovšem kyselina ibotenová přeměňuje na stabilní nejedovatý, leč halucinogenní muscimol.